# Брезовка
Брезовка (слч. Brezovka) насељено је мјесто са административним статусом сеоске општине (слч. obec) у округу Бардјејов, у Прешовском крају, Словачка Република.

## Становништво
| Година:    | 1994. | 2004.   | 2014.   | 2024.   |
| ---------- | ----- | ------- | ------- | ------- |
| Број људи: | 111   | 113     | 115     | 112     |
| Разлика:   |       | +1,80 % | +1,76 % | -2,60 % |

| Година:    | 2023. | 2024.   |
| ---------- | ----- | ------- |
| Број људи: | 111   | 112     |
| Разлика:   |       | +0,90 % |

Према подацима о броју становника из 2024. године насеље је имало 112 становника.